# Minh Tân
Minh Tân is een xã in huyện Dầu Tiếng, een district in de Vietnamese provincie Bình Dương.
Minh Tân ligt in het noorden van het district, ongeveer vijftien kilometer ten noorden van thị trấn Dầu Tiếng, de hoofdplaats van Dầu Tiếng.